# Robert Vignon
Pour les articles homonymes, voir Robert Vignon (homme politique) et Vignon.
Robert Vignon, né à Paris vers 1570, est un maître écrivain juré français, actif à Paris au début du XVIIe siècle.

## Biographie
Robert Vignon est reçu en 1596 dans la communauté des maîtres-écrivains. Vers 1600, époque de la publication de son unique recueil d'exemples, il habite rue Saint-Antoine devant l'église du petit Saint-Antoine, à la Plume d'Or. En 1618, il est syndic de sa communauté, et est encore vivant en 1633. Il a un fils prénommé aussi Robert, qui exerce le même métier.

## Œuvres gravées
- Tivoly, ou jardin d'escriture, auquel est représenté les plus belles fleurs tant de la lettre françoyse que de la lettre italienne…, Paris, chez l'auteur, 1600, 4° obl., 19 pl. gravées par Simon Frisius, chalcographe du roi. Dédicace à Drouart, greffier civil et criminel de la Prévôté et Vicomté de Paris. Paris BHVP, Paris BNF (Estampes). Cat. Jammes no 9, Meyer 2006 no 6[1].
- Les exemples de Vignon ont servi de modèles pour les écritures françaises publiées dans le recueil publié par Jacob ab Heydem en 1614 : ΠΑΝΚΑΡΠΑΙ, sive Florilegium, variarum et precipuarum linguarum formandi varia scripturarum genera, tam in scholis, quam aliis exercitijs usitatissima ex optimis, et nostro seculo laudatissimis huius artis magistris, in usum calligraphie studiosorum, collecta, aeri etiam diligentissime incisa & in lucem edita, per Jacobum Ab Heydem chalcographum, Strasbourg, 1614. Nürnberg Germanisches National-Museum. Doede 1958 no 43.